# Drapeau de Boston
Le drapeau de Boston se compose d’un champ bleu ciel et du sceau de la ville de Boston, Massachusetts, États-Unis, au centre. Le drapeau est parfois arboré dans une nuance de bleu plus foncée, plus turquoise. Il a été conçu en 1913 et adopté par le conseil municipal de Boston le 29 janvier 1917.

## Histoire
Le drapeau de la ville a été utilisé à l’origine lors de la célébration du Columbus Day de 1913 et d’autres jours fériés à titre non officiel pendant trois ans jusqu’à ce qu’il soit officiellement adopté par le gouvernement de la ville le 29 janvier 1917. Il utilise le sceau de la ville, qui a été conçu en 1823 et officiellement adopté en 1914. La devise contenue dans le sceau sont les mots latins Sicut Patribus Sit Deus Nobis, ce qui signifie « Dieu soit avec nous comme il était avec nos pères »,.
Le drapeau s’est classé 133e sur 150 drapeaux de ville dans une enquête menée en 2004 par la North American Vexillological Association, sur la base de son apparence. Il est communément classé par les vexillologues comme un « sceau sur un drap de lit »,.